# مهندس الكون العظيم

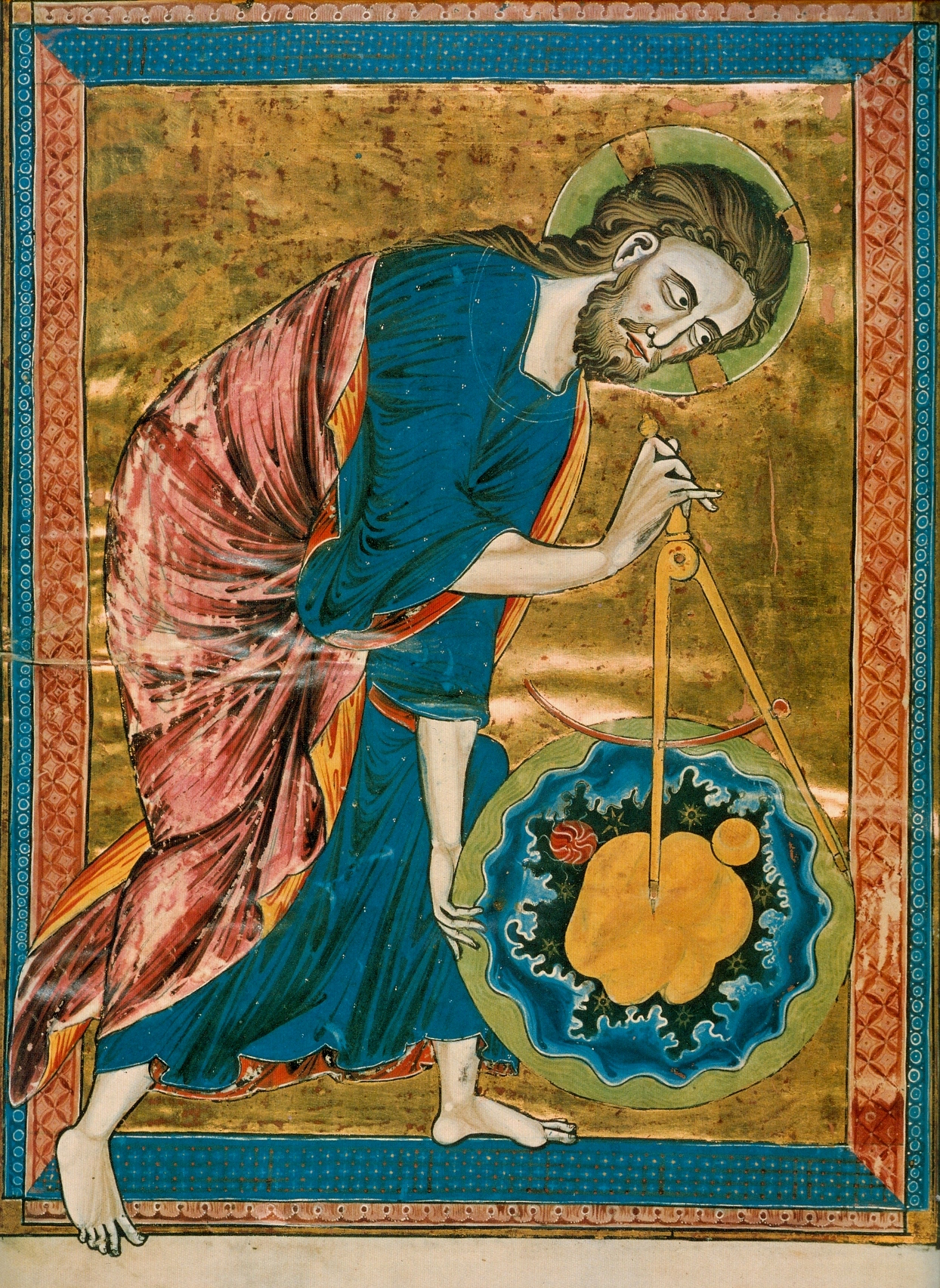
عادة ما يرتبطُ مفهوم مهندس الكون العظيم لدى بعض الديانات الصغيرة بالعلوم ولا سيما الهندسة الرياضية والفلك.

مهندس الكون العظيم أو المهندس الكون الأعظم هو مفهوم ظهر في وقتٍ ما وزدات شهرته عندما ناقشهُ العديد من المسيحيين اللاهوتيين والمدافعين. يُستعمل هذا المفهوم أو التعبير في المحافِل الماسونية حيثُ يشير إلى الإله دون تحديده بالضبط. يتشاركُ هذا المفهوم معَ مفهوم خالق الكون المادي الذي يُستعمل في بعض الديانات وفي الفلسفة كذلك.

## المسيحية
استُخدم مفهوم المهندس العظيم للكون في مرّات عديدة للإشارة للإله في المسيحية، وكمثال على ذلك يُمكن العثور على هذا التعبير في الكتاب المقدس فضلا عن استعماله من قِبل العديد من المسيحيين في العصور الوسطى. ذكرَ توما الأكويني في الخلاصة اللاهوتية: «الله هو المبدأ الأول لجميع الأشياء لذلك هو المهندس العظيم للكون.» أمّا جون كالفن فقد ذكر في تأسيس الديانة المسيحية (1536) أنّ مهندس الكون هوَ الله مشيرًا أيضا إلى أعماله المتميّزة في «عمارة الكون» وفي تعليقه على مزمور 19 يُشير كالفن إلى أن إله المسيحيين هو «مهندس كبير» أو «مهندس الكون».

## الإسلام
مسألة وصف الخالق أو تسميته في الإسلام مسألة دقيقة، ولا يقبل فيها الوصف التقريبي، ويعبر عن ذلك بأن أسماء الله توقيفية أي يجب أن ترد في نص معتبر ولا يقبل فيها القياس العقلي أو الرغبة الشخصية ﴿وَلَا تَقْفُ مَا لَيْسَ لَكَ بِهِ عِلْمٌ إِنَّ السَّمْعَ وَالْبَصَرَ وَالْفُؤَادَ كُلُّ أُولَئِكَ كَانَ عَنْهُ مَسْئُولًا ۝٣٦﴾ [الإسراء:36] ويعتبر الاقتصار بوصف الله وتسميته على ما ورد منه أدب شرعي عبر عنه الدعاء النبوي «لا نحصي ثناء عليك أنت كما أثنيت على نفسك» وبالتالي يصح وصف الله بأنه خالق الكون، والخلق بمعنى التقدير، ووصفه بأنه الصانع وأنه البديع أي مبدع الكون، وأنه فاطر السموات والكون أي مبتدئ إنشائهما، وأنه العليم القدير، وإن كانت مجمل هذه الصفات مما يمكن (مجازًا) أن يعبر عنها بلفظ المهندس وقد استعمل بعض الكتاب المعاصرين هذا ضمن سردهم الأدبي لوصف خلق الله وصنعه ولم يستخدم في سياق كتب العقيدة، وقد ورد إنكار هذا الاستعمال من ابن عثيمين وغيره من العلماء وهذا توجه تفضيلي عند علماء المسلمين إذ يرجحون عادة استعمال اللفظ الوارد في الكتاب والسنة، فيقولون: الأول بدل القديم، و القيوم بدل القيام بالنفس، و الآخر بدل الأزلي والأبدي، وقد ميز العلماء بين استعمال كلمة مهندس وكلمة طبيب للإخبار عن الله وبين استعمال الكلمة نفسها كاسم علم أو ما يسمى العَلمية، وهذا موقف مجمع عليه تقريبًا وقد نقل السبكي عن الأشعري قوله: «لأن طريقي في مأخذ أسماء الله الإذن الشرعي دون القياس اللغوي فأطلقت حكيماً لأن الشرع أطلقه ومنعت عاقلاً لأن الشرع منعه ولو أطلقه الشرع لأطلقته» ، وقد ذكر ابن القيم في مدارج السالكين ملاحظة مهمة بأن أفعال الخالق لا يشتق منها أسماؤه «فإن الفعل أوسع من الاسم ولهذا أطلق الله على نفسه أفعالا لم يتسم منها بأسماء الفاعل كأراد وشاء وأحدث ولم يسم بالمريد و الشائي والمحدث كما لم يسم نفسه بالصانع والفاعل والمتقن وغير ذلك من الأسماء التي أطلق أفعالها على نفسه فباب الأفعال أوسع من باب الأسماء وقد أخطأ أقبح خطأ من اشتق له من كل فعل اسمًا»

## الماسونية
يُؤكد مؤرخو الماسونية مثل وليام بيسي، غاري ليزر، وبرنت موريس أن الماسونية تستخدمُ كلمة المهندس العظيم للكون للإشارة إلى الإله. حسب نفس المؤرخين فإنّ هذا المفهوم قد ظهرَ في كتاب الدساتير المكتوبِ عام 1723 من قبل القسّ جيمس أندرسون. في السياق ذاته شرحَ كريستوفر هافنر كيف استخدمت الماسونية تعبيرَ المهندس الأعظم للكون باعتباره إله المُنضمين للمحافل.

## الهرمسية
تُشير بعض المصادر إلى اعتماد تعبير المهندس العظيم للكون في بعض كُتب الديانة الهرمسية؛ حيث وُجدَ في بعض المقالات: «الله هو قوّة غير مرئية لكنّه موجود طبعًا ... هناك الكثير من العبارات والمفاهيم التي تُشير إلى الله مثلَ الروح الأسمى، الذكاء والعقل، طاقة الطبيعة وما إلى ذلك.» يُشير المهندس العظيم أيضا في هذه الديانة إلى المُراقب الذي خلق الكون وبالتالي فهوَ المهندس المعماري الذي صمّم العالم.

## الغنوصية
يتواجد هذا المفهوم كذلكَ في الديانة الغنوصية التي تعتبرُ خالق الكون المادي هو المُهندس العظيم للكون وهو إله العهد القديم لذلكَ فهو الإله الحقيقي.